# كورتني فراي
كورتني فراي (بالإنجليزية: Courtney Fry) (مواليد 19 مايو 1975) هو ملاكم من المملكة المتحدة، مثّل بلاده في الألعاب الأولمبية الصيفية 2000.

## روابط خارجية
كورتني فراي على موقع بوكس ريك (الإنجليزية) (registration required)
- كورتني فراي على موقع أوليمبيديا (الإنجليزية)
- كورتني فراي على موقع اتحاد ألعاب الكومنولث (مؤرشف) (الإنجليزية)